# Wolfgang Dyrna
Wolfgang Dyrna (* 16. August 1943) war Fußballspieler und Nachwuchstrainer beim SC Aufbau / 1. FC Magdeburg.

## Sportliche Laufbahn
Dyrna kam im Sommer 1965 zur Fußballsektion des SC Aufbau Magdeburg, der in der abgelaufenen Saison DDR-Fußballpokalsieger geworden war. Zuvor hatte Dyrna beim Magdeburger Lokalrivalen Turbine Magdeburg zuletzt in der zweitklassigen DDR-Liga gespielt. Beim SC Aufbau rutschte er zunächst noch eine Klasse tiefer, denn er wurde nur in der 2. Mannschaft eingesetzt, die in der Bezirksliga Magdeburg spielte.
Am 11. Dezember 1965 kam Dyrna zu seinem einzigen Erstligaspiel. Im letzten Punktspiel der Oberligaspielzeit 1965/66 wurde er in der Begegnung Lok Stendal – SC Aufbau (2:0) als rechter Mittelfeldspieler aufgeboten. Diese Position war bisher eine Baustelle des Klubs gewesen, auf der vor Dyrna bereits vier andere Spieler zum Einsatz gekommen waren. Für den Rest der Saison, in der der Klub nun als 1. FC Magdeburg antrat, spielte Dyrna wieder in der Bezirksligamannschaft, die 1. Mannschaft stieg am Ende der Spielzeit in die DDR-Liga ab.
In der Saison 1968/69 erkämpfte Dyrna mit der 2. Mannschaft des FCM nach dem Gewinn der Bezirksmeisterschaft und einem zweiten Platz in der Aufstiegsrunde den Aufstieg in die DDR-Liga. Dort gab die Mannschaft allerdings ein katastrophales Bild ab und stieg mit nur vier Siegen in 30 Spielen und einem Torverhältnis von 30:72 umgehend wieder ab. Obwohl Dyrna in der Aufstiegsrunde mit drei von vier Spielen maßgeblich am Aufstieg beteiligt gewesen war, wurde er weder für das Stammaufgebot für die 2. noch für die 1. Mannschaft nominiert. Trotzdem gehörte er zu den 42 Spielern, die während der Saison 1969/70 für den 1. FCM II eingesetzt wurden. Allerdings wurde er nur im April 1970 in drei aufeinander folgenden Spielen im Mittelfeld aufgeboten.
Nach Beendigung seiner Laufbahn als aktiver Fußballspieler widmete sich Dyrna der Trainertätigkeit. 24 Jahre arbeitete er als Jugendtrainer beim 1. FC Magdeburg.  Bevor er 2005 in den Ruhestand ging, war er auch Leiter des Fußball-Leistungszentrums des Fußballverbandes Sachsen-Anhalt gewesen und hatte im Magdeburger Sportgymnasium gearbeitet. 2008 war er noch Beisitzer beim Sportgericht des Fußballverbandes Sachsen-Anhalt. Dyrna ist Besitzer des „Persönlichen Steins“ Nr. 164 im neuen Magdeburger Stadion mit der Widmung „24 Jahre FCM-Trainer“.